# جان هوستون
جان هوستون (بالإنجليزية: Jean Houston)‏ هي فيلسوفة أمريكية، ولدت في 10 مايو 1937 في نيويورك في الولايات المتحدة.

## وصلات خارجية
- جان هوستون على موقع IMDb (الإنجليزية)
- جان هوستون على موقع قاعدة بيانات الفيلم (الإنجليزية)